# Рік спокійного Сонця
«Рік спокійного Сонця» (англ. The Year of the Quiet Sun) — науково-фантастичний роман  американського письменника Вілсона Такера, де йдеться про подорож у часі і як це може вплинути на зміну майбутнього.

## Зміст
Під час відпустки на пляжі Флориди влітку 1978 року Браян Чейні, демограф і дослідник Біблії познайомився з Кетрін ван Хіз. Спочатку він припускав, що вона є репортером, яка має цікавість до книги, яку Чейні щойно опублікував на основі Сувоїв Мертвого моря. Але вона повідомила, що працює в Федеральному бюро стандартів і обрала його для фізичного огляду майбутнього через таємно побудовану машину «TDV» (транспортний засіб із зміною часу).
Чейні подорожує броньованим поїздом до військової установки на південь від міста Джолієт (штат Іллінойс). Там він працює в спеціальному центрі спільно з майором ВПС США Вільямом Морсбі та командувач військово-морського флоту США Артуром Солтусом. Чейні разом з Солтусом закохується в Кетрін, яка є їх цивільним зв'язком, але на відміну від Солтуса, Чейні не діє наполегливо. Замість цього він зосереджує увагу на проекті. За наказом президента Сполучених Штатів слід здійснити першу подорож — на 2 роки на майбутнє, щоб з'ясувати, чи виграє він президентські вибори 1980 року.
Відбувається 3 подорожі: спочатку їде Морсбі, потім Солтус, зрештою — Чейні, який є останнім, хто виїжджає, але прибуває раніше, ніж інші, через помилку часового навігаційного приладу. Вони виявляють, що президент, якого Чейні зневажає як слабку людину (насправді, його називають Президентом Міксом), виграє вибори внаслідок успішного придушення расових погромів в Чикаго. Ці заворушення спричинили будівництво стіни посеред Чермак-роуд, розділяючи місто на північ і південь. Також держава знаходиться у військовому стані після невдалої спроби Об'єднаного комітету начальників штабів вчинити державний заколот. Готуючись до свого повернення, Солтус інформує Чейні про додаткове відкриття: шлюбний договір між ним і Кетрін. Чейні намагається випередити Солтуса, щоб не дати тому одружитися.
За успіхом першої місії три людини мають право подорожувати далі в майбутнє. У найближчі два десятиліття вони планують подорожувати на свій вибір, причому кожна поїздка повинна бути розділена приблизно на рік, щоб забезпечити ширше охоплення знань про майбутнє.
Морсбі йде спочатку і подорожує до 4 липня 1999 року, де опиняється посеред расової громадянської війни, нещодавно Чикаго піддалася удару ядерної бомби, випущеної з Китаю від імені чорних партизанів. Морсбі швидко втягується в битву між урядовими військами та «рамієтами», як себе називають чорні партизани. В цій війні Морсбі гине.
Солтус подорожує до свого 50-річчя в 2000 році. Тут він виявляє частково пошкоджену базу, де створювалася машина для переміщення у часі. Тут вступає у бій з невідомими злочинцями. Тяжко поранений Солтус отримує допомогу від невідомої особи, а також звіт Морсбі, який склав перед загибеллю. В результаті Солтус повертається у теперішній час.
Чейні подорожує далі в майбутнє. Не вибравши дату і розчарований своїм досвідом у поїздці 1980 року, він обирає «2000+». Для перенесення в цей період порушується потужність ядерної основи пристрою часу, внаслідок чого хронометри не можуть встановити точний рік. Чейні виявляє, що база зовсім зруйнована, окрім цистерни та могили Солтуса, озера Мічиган стає радіоактивним. Незабаром до нього звертається хлопець і дівчина, які називають себе дітьми Артура Солтуса та Кетрін ван Хіз. Вони ведуть Чейні до Кетрін, яка повідомляє Чейні, що людська цивілізація майже знищена в результаті впливу проекту подорожей часу: з інформацією з майбутнього, президент США зробив низку хибних рішень, які призвели до війни з Китаєм, а потім громадянської війни та суспільного знищення. Коли Чейні намагається з отриманою інформацією повернутися назад, виявляється, що апарат пошкоджено й це неможливо. Чейні назавжди потрапив в майбутнє, яке вже змінити неможливо.

## Нагороди
- номінація на премію Неб'юла 1970 року за найкращий роман
- номінація на премію Г'юго 1971 року за найкращий роман
- Меморіальна премія імені Джона Кемпбелла 1976 року (ретроспективна премія)